# Fairyland (Film)
Fairyland ist ein US-amerikanischer Spielfilm von Andrew Durham aus dem Jahr 2023. Es handelt sich bei dem Drama um eine Verfilmung des gleichnamigen Buches Fairyland: A Memoir of My Father von Alysia Abbott. Die Hauptrollen übernahmen Emilia Jones und Scoot McNairy.
Die Premiere des Werks erfolgte im Januar 2023 beim 39. Sundance Film Festival.

## Handlung
Der Film stellt eine Vater-Tochter-Beziehung vor dem Hintergrund der pulsierenden Kulturszene von San Francisco in den 1970er- und 1980er-Jahren in den Mittelpunkt. Diese erstreckt sich von der Ära der Bohème-Dekadenz bis zur AIDS-Krise.

## Hintergrund
Es handelt sich um das Spielfilmdebüt des US-amerikanischen Regisseurs und Drehbuchautors Andrew Durham, der zuvor als Fernsehproduzent und als Modefotograf gearbeitet hatte. Das Skript zum Film basiert auf Alysia Abbotts Autobiografie Fairyland: A Memoir of My Father aus dem Jahr 2013. Nach dem Tod ihrer Mutter im Jahr 1973 zog Abbotts schwuler Vater Steve, Schriftsteller und Aktivist für die Rechte Homosexueller, mit der Zweijährigen nach San Francisco. Dort entdecken sie eine Stadt voller queerer Männer auf der Suche nach Befreiung, von denen nur wenige ein Kind großzogen. Das Werk wurde von der Redaktion der New York Times gepriesen und vom San Francisco Chronicle und Goodreads zu den besten Büchern  des Jahres 2013 gezählt.

## Veröffentlichung
Die Uraufführung von Fairytale fand am 20. Januar 2023 beim Sundance Film Festival in der Sektion Premieres statt.